# Philibert de Saulx
 Philibert de Saulx, mort en octobre 1418, est un évêque français du XVe siècle.

## Biographie

### Famille
Philibert de Saulx est issu d'une famille de la noblesse bourguignonne, son père Aymonin de Saulx était seigneur de Courtivron et châtelain de Saulx, sa mère était Guyotte de Paillart, son frère Jean de Saulx, était chancelier de Bourgogne. 

### Carrière ecclésiastique
Philibert de Saulx fut chanoine du chapitre cathédral d'Autun puis doyen du chapitre de la Collégiale Saint-Amé de Douai avant de devenir archidiacre de Beaune. Il devint évêque d'Amiens, en mai 1413. Il fit son entrée dans la ville le 12 août 1415. Il resta, en outre, chanoine de Cambrai. 
En 1416, il fut membre du Grand Conseil. Devenu maître des requêtes au Parlement de Paris, il mourut au retour d'une de ses réunions, le 3 octobre 1418 et fut inhumé selon sa volonté dans le cimetière Saint-Denis d'Amiens. Au cours de son bref épiscopat (cinq années), il avait acquis une réputation de droiture et de modestie.